# 鴻巣市立鴻巣東小学校
鴻巣市立鴻巣東小学校（こうのすしりつ こうのすひがししょうがっこう）は、埼玉県鴻巣市本町六丁目にある市立小学校。シンボルは「大けや」と称されるケヤキの大木。

## 沿革

旧鴻巣町立鴻巣小学校時代の木造校舎（1949年）

- 1873年（明治6年）5月 - 大字鴻巣2938の1の場所に創立する[3]。
- 1908年（明治41年）4月 - 高等小学校併置。
- 1923年（大正12年）9月 - 現在地に移転する[2]。
- 1927年（昭和2年） - 現在の校門を建設する[2]。
- 1941年（昭和16年）4月 - 鴻巣国民学校と改称。
- 1947年（昭和22年）4月 - 学制改革により鴻巣町立鴻巣小学校と改称[3][2]。
- 1951年（昭和26年）4月 - 鴻巣町立鴻巣東小学校と改称。鴻巣南小学校が分離開校[2]。
- 1954年（昭和29年）9月 - 市制施行により市立鴻巣東小学校と改称[2]。
- 1960年（昭和35年）4月 - 鉄筋コンクリート3階建校舎を増築する。
- 1963年（昭和38年）5月 - 校歌を改作する。
- 1970年（昭和45年）3月 - 校舎を増設する。
- 1972年（昭和47年）4月 - 鴻巣北小学校が分離開校。
- 1973年（昭和48年）3月 - 開校百周年記念式典を挙行する。
- 1980年（昭和55年）3月 - 木造校舎の老朽化に伴い、校舎を増改築する。
- 1981年（昭和56年）3月 - 体育館が竣工。
- 1983年（昭和58年）3月 - 校舎を増改築する。
- 1984年（昭和59年）3月 - 開校百十周年記念式典を挙行する。また、校舎を増改築する。
- 1989年（平成元年）6月 - プールが竣工する。
- 1994年（平成6年）4月 - 鴻巣中央小学校が分離開校。
- 2003年（平成15年）10月 - 開校百三十周年記念として「けやきっ子フェスタ」が開催される[3]。
- 2012年（平成24年）4月1日 - 鴻巣東小学校の校庭部分の住所が「街区符号」として「本町六丁目富永町番」と「本町六丁目石橋町番」に変更される。

## 校区
- 本町一〜四丁目・六丁目[4]
- 本町五丁目（一部のみ）・七丁目（一部のみ）
- 本宮町
- 東一〜二丁目
- 天神一〜二丁目
- 宮地一丁目 - 2018年4月1日より[5]。

## アクセス
JR高崎線鴻巣駅東口より徒歩10分